# Rasa de Revell
La Rasa de Revell és un torrent afluent per l'esquerra del Cardener que fa tot el seu curs pel terme municipal de Navès.

## Descripció
Neix a 1.240 msnm al vessant nord-occidental del Serrat de Bonaire, a menys de 500 metres a ponent de la Serra de Guilanyà. Des de l'inici pren la direcció cap a l'oest, direcció que mantindrà durant to el seu curs. Mig km. després d'iniciar el seu curs, passa a uns 120 m. al sud de l'antiga masia de Revell que li dona nom i 700 m. més avall salta la Cinglera de Sòria per l'indret conegut amb el nom de l'Escala on forma una cascada i, tot seguit, desguassa al Cardener a uns 500 metres aigües avall de la presa de la Llosa del Cavall.
Tota la seva xarxa hidrogràfica integrada en el Pla d'Espais d'Interès Natural (PEIN) de la Generalitat de Catalunya i més concretament en l'espai Serres de Busa-Els Bastets-Lord.

## Termes municipals per on transcorre
Tot el seu curs transcorre pel terme municipal de Navès.

## Xarxa hidrogràfica
La xarxa hidrogràfica de la Rasa de Revell està integrada per un total de 6 cursos fluvials dels quals 2 són afluents de 1r nivell de subsidiarietat i 3 ho són de 2n nivell. La totalitat de la xarxa suma una longitud de 3.740 m.